# 오티스 러시
오티스 러시(영어: Otis Rush, 1935년 4월 29일 ~ 2018년 9월 29일)는 미국의 블루스 기타리스트이자 싱어송라이터이다.

## 생애
그는 농장의 일을 하면서 어린 시절을 보냈으며, 8세 때에 독학으로 기타를 배웠다. 그가 14세 되던 해에 온 가족이 시카고로 이사를 오게 되었고, 여기에서 오티스는 머디 워터스나 하울링 울프등 시카고에서 활약하던 블루스 맨들의 라이브를 눈앞에서 지켜볼 수 있었다. B.B. 킹 이후에 등장한, 그리고 B.B. 킹의 영향을 받을 수많은 블루스 맨 중 버디 가이나 머디 워터스, 팬튼 로빈슨등처럼 천재형 기타리스트로 주목을 받았던 오티스 러쉬는 고도의 테크닉과 감정이 풍부한 프레이징이 특징이다. 1956년 데뷔 싱글을 코브라 레이블로 발표하는데 22세의 정열과 힘이 분출되는 듯한 이 블루스곡이 대 히트를 기록하면서 오티스는 일약 유명인이 된다. 1959년까지 8매의 싱글을 발표하고, 한편으로는 버디 가이 등의 레코딩 세션에 참가하기도 했다. 연주 못지 않게 팔세토 창법으로 드라마틱하게 부르는 그의 보컬 역시 많은 청중들을 매혹 시켰으며 오티스를 좋아하는 백인 팬들도 많이 늘어나서, 백인 뮤지션들에게도 영향을 미친다. 1968년 마이클 블룸필드의 프로듀스로 발표했던 앨범 <Morning in Morning>에서는 코브라 시대의 에로틱한 감정 표현이 그의 기타 연주가 절정에 이르렀음을 한 눈에 느낄 수 있게 한다. 이후 75년에는 델마크 레이블, 그리고 앨리게이터, 블라인드 픽 등등 여러 레이블들을 거치며 음반활동을 꾸준히 했다. 오티스 러쉬는 블루스계에서는 흔치 않게 왼손잡이 기타리스트로 느리지만 예쁜 비브라토를 펼쳐 동료 및 후배 뮤지션들의 부러움을 샀다. 그에게 영향을 받은 기타리스트들은 꽤 많은 데 그 중에서도 지미 페이지가 대표적이다. 뿐만 아니라 스티비 레이 본이 이끌던 밴드 '더블 트러블' 밴드명도 오티스 러쉬의 곡 "Double Trouble"에서 따온 것이다. 에릭 클랩튼과 존 메이올의 앨범, 그리고 오티스 러쉬의 <All Your Love>에서 그의 프레이즈를 자주 들을 수 있다.